# 16266 Johconnell
16266 Johconnell è un asteroide della fascia principale. Scoperto nel 2000, presenta un'orbita caratterizzata da un semiasse maggiore pari a 2,8445930 UA e da un'eccentricità di 0,0857052, inclinata di 16,21983° rispetto all'eclittica.